# Playful Kiss
Playful Kiss (coréen : 장난스런 키스, Jangnanseureon Kiseu) est une série télévisée sud-coréenne diffusé en 2010 sur MBC. Elle met en vedette Jung So-min et Kim Hyun-joong. La série est adaptée du manga Itazura na Kiss de Kaoru Tada, sortie en 1991.

## Synopsis
Oh Ha-Ni, une étudiante maladroite et pas très douée pour les études, tombe amoureuse de Baek Seung-Jo qui est un véritable perfectionniste et l'élève le plus brillant de l'école. Ha-Ni décide de lui écrire une lettre mais Seung-Jo d'un naturel froid reste indifférent à son amour et n'hésite pas un instant à la rejeter. Lorsqu'un jour la maison dans laquelle elle vit s'effondre, Ha-Ni se voit obliger d'aller vivre avec son père chez un ami de longue date de ce dernier. Il s'avère alors que l'ami en question n'est personne d'autre que le père de Seung-Jo. Pour Ha-Ni, il s'agit évidemment d'une opportunité en or de se rapprocher de celui-lui qu'elle aime.

## Acteurs et personnages
- Jung So-min : Oh Ha-ni
- Kim Hyun-joong : Baek Seung-jo
- Lee Tae-sung : Bong Joon-gu
- Lee Si-young : Yoon Hae-ra
- Jung Hye-young : Hwang Geum-hee, la mère de Seung-jo
- Oh Kyung-soo : Baek Soo-chang, le père de Seung-jo
- Choi Won-hong : Baek Eun-jo, le frère de Seung-jo
- Kang Nam-gil : Oh Ki-dong, le père de Ha-ni
- Hong Yoon-hwa : Jung Joo-ri, ami de Ha-ni
- Yoon Seung-ah : Dokgo Min-ah, ami de Ha-ni
- Choi Sung-joon : Kim Gi-tae
- Jang Ah-young : Hong Jang-mi
- Bye Bye Sea : les adeptes de Bong Joon-gu
- Hwang Hyo-eun : Song Kang-yi, professeur principal de Ha-ni
- Song Yong-shik : Song Ji-oh
- Moon Hoe-won : professeur principal Hwang
- Choi Sung-gook : Wang Kyung-soo
- Yoon Bo-hyun : Capitaine de l'équipe de tennis
- Abigail Alderete : Chris

## Diffusion internationale
- MBC: Mercredi et jeudi à 21h55 (2010)
- Drama 1 (2010-2011) / TVB J2 (2013)
- Videoland Drama Channel (2010-2011)
- Fuji Television (2011)
- GMA Network (2011)
- Indosiar
- mbc 4 (2014) (arabic language)

## Bande-originale
1. Kiss Kiss Kiss - Pink ToniQ
2. One More Time - Kim Hyun-joong
3. Kiss Me - G.NA
4. I Called You - 런 (RUN)
5. Try Again - Pink ToniQ
6. Say You Love Me - Lee Tae-sung
7. Should I Confess - Soyou (SISTAR)
8. Overture For - Various Artists
9. I Love You (Titre d'ouverture) - divers artistes
10. Oh! Chef - divers artistes
11. Run, Run, Run - divers artistes
12. Proposal of Marriage - Bye Bye Sea
13. Love Theme - divers artistes
14. With Friends - divers artistes
15. Love Waltz - divers artistes
16. Campus Life - divers artistes
17. Love and Sorrow - divers artistes
18. Shadow - divers artistes
19. Miss Plus - divers artistes
20. Excitement - divers artistes
21. Have I Told You - Howl

## Récompenses
| Année | Prix                                    | Catégorie                                     | Nomination     |
| ----- | --------------------------------------- | --------------------------------------------- | -------------- |
| 2010  | Korean Culture and Entertainment Awards | Meilleure nouvelle actrice pour la télévision | Jung So-min    |
| 2010  | MBC Drama Awards                        | Meilleur nouvel acteur                        | Lee Tae-sung   |
| 2010  | MBC Drama Awards                        | Popularité prix                               | Kim Hyun-joong |

## Autres versions
- Itazura na Kiss, manga japonais écrit et dessiné par Kaoru Tada
- It Started With a Kiss, série télévisée taïwanaise (2005-2006) avec Ariel Lin et Joe Cheng
- They Kiss Again, série télévisée taïwanaise (2007-2008) avec Ariel Lin et Joe Cheng

## Support physique
Un coffret DVD est édité en France courant 2013 par Toki Media.